# Llista de monuments de Saldes
Llista de monuments de Saldes inclosos en l'Inventari del Patrimoni Arquitectònic Català per al municipi de Saldes (Berguedà). Inclou els inscrits en el Registre de Béns Culturals d'Interès Nacional (BCIN) amb la classificació de monuments històrics, els Béns Culturals d'Interès Local (BCIL) de caràcter immoble i la resta de béns arquitectònics integrants del patrimoni cultural català.
| Monument                                                | Protecció    | Estil/època                    | Localització                                      | Coordenades                                          | Codi?         | Imatge |
| ------------------------------------------------------- | ------------ | ------------------------------ | ------------------------------------------------- | ---------------------------------------------------- | ------------- | --- |
| Castell de Saldes i església de Santa Maria del Castell | BCIN 1385-MH | XI, XIII, XIV                  | Saldes Barri Sobirà                               | 42° 14′ 00″ N, 1° 44′ 21″ E / 42.233442°N,1.739156°E | RI-51-0005625 | Castell de Saldes · Vegeu més fotos d'aquest monument · Carregueu una nova foto d'aquest monument                          |
| Conjunt de Feners                                       | BCIL 2008    | Obra popular XI, XVII-XX       | Saldes L'Espà, Feners                             | 42° 12′ 38″ N, 1° 41′ 55″ E / 42.210421°N,1.698559°E | IPA-3577      | Conjunt de Feners (Saldes) · Vegeu més fotos d'aquest monument · Carregueu una nova foto d'aquest monument                 |
| Església parroquial de Sant Martí                       |              | Romànic XI, XVIII              | Saldes Pl. de l'Església                          | 42° 13′ 46″ N, 1° 44′ 10″ E / 42.229347°N,1.736002°E | IPA-3581      | Església parroquial de Sant Martí (Saldes) · Vegeu més fotos d'aquest monument · Carregueu una nova foto d'aquest monument |
| Sant Sebastià del Sull                                  | BCIL 2008    | Preromànic IX-X                | Saldes Vall del riu Saldes, Sant Sebastià de Sull | 42° 14′ 33″ N, 1° 45′ 34″ E / 42.242636°N,1.759554°E | IPA-3589      | Sant Sebastià del Sull (Saldes) · Vegeu més fotos d'aquest monument · Carregueu una nova foto d'aquest monument            |
| Mas la Farga                                            |              | Obra popular XVII              | Saldes L'Espà, Feners                             | 42° 12′ 48″ N, 1° 41′ 33″ E / 42.213307°N,1.692539°E | IPA-3603      | Carregueu una nova foto d'aquest monument                                                                                  |
| Casa Susèn                                              |              | Obra popular XVIII             | Saldes Maçaners                                   | 42° 13′ 47″ N, 1° 47′ 04″ E / 42.229647°N,1.784577°E | IPA-3604      | Casa Susèn (Saldes) · Modifica el valor a Wikidata · Carregueu una nova foto d'aquest monument                             |
| Cal Roc                                                 |              | Obra popular XVIII             | Saldes Maçaners                                   | 42° 13′ 37″ N, 1° 45′ 56″ E / 42.227032°N,1.765639°E | IPA-3605      | Carregueu una nova foto d'aquest monument                                                                                  |
| Cal Lluc                                                |              | Obra popular XVIII             | Saldes Ctra. de l'Obaga                           | 42° 13′ 34″ N, 1° 45′ 18″ E / 42.225980°N,1.755045°E | IPA-3606      | Carregueu una nova foto d'aquest monument                                                                                  |
| Cal Serni                                               |              | Obra popular XVIII             | Saldes Molers, ctra. de l'Obaga                   | 42° 13′ 27″ N, 1° 45′ 40″ E / 42.224236°N,1.761138°E | IPA-3607      | Carregueu una nova foto d'aquest monument                                                                                  |
| Cal Masanas                                             |              | Obra popular XVII              | Saldes                                            |                                                      | IPA-3608      | Carregueu una nova foto d'aquest monument                                                                                  |
| Pallissa de Cal Bensoi                                  |              | Obra popular XVIII             | Saldes C. Sant Martí                              | 42° 13′ 47″ N, 1° 44′ 11″ E / 42.229694°N,1.736407°E | IPA-3609      | Pallissa de Cal Bensoi (Saldes) · Vegeu més fotos d'aquest monument · Carregueu una nova foto d'aquest monument            |
| Molí de les Flors                                       |              | Obra popular XIX               | Saldes                                            | 42° 13′ 38″ N, 1° 44′ 31″ E / 42.227332°N,1.741907°E | IPA-3610      | Carregueu una nova foto d'aquest monument                                                                                  |
| Molí de Maçaners                                        |              | Obra popular XVIII             | Saldes                                            | 42° 13′ 44″ N, 1° 46′ 48″ E / 42.228825°N,1.780097°E | IPA-3611      | Carregueu una nova foto d'aquest monument                                                                                  |
| Molí de la Farga                                        |              | Obra popular XVIII             | Saldes L'Espà, Feners                             | 42° 12′ 49″ N, 1° 41′ 32″ E / 42.213582°N,1.692146°E | IPA-3612      | Carregueu una nova foto d'aquest monument                                                                                  |
| Molí de la Palanca                                      |              | Obra popular XVIII             | Saldes                                            | 42° 13′ 28″ N, 1° 44′ 27″ E / 42.224475°N,1.740861°E | IPA-3613      | Carregueu una nova foto d'aquest monument                                                                                  |
| Molí de les Llenes                                      |              | Obra popular XVII              | Saldes                                            | 42° 14′ 00″ N, 1° 45′ 01″ E / 42.233359°N,1.750307°E | IPA-3614      | Carregueu una nova foto d'aquest monument                                                                                  |
| Molí del Ferrer                                         |              | Obra popular XVII              | Saldes Vall de Gresolet                           | 42° 14′ 33″ N, 1° 44′ 59″ E / 42.242458°N,1.749728°E | IPA-3615      | Carregueu una nova foto d'aquest monument                                                                                  |
| Molí de Baix                                            |              | Obra popular XVIII             | Saldes Vall de Gresolet                           | 42° 14′ 29″ N, 1° 45′ 16″ E / 42.241393°N,1.754536°E | IPA-3616      | Carregueu una nova foto d'aquest monument                                                                                  |
| Casa Solà                                               |              | Obra popular                   | Saldes                                            |                                                      | IPA-3617      | Carregueu una nova foto d'aquest monument                                                                                  |
| Santuari de Gresolet                                    |              | Obra popular XII, XIV, XVII    | Saldes Vall de Gresolet                           | 42° 15′ 31″ N, 1° 43′ 31″ E / 42.258732°N,1.725232°E | IPA-3588      | Santuari de Gresolet (Saldes) · Vegeu més fotos d'aquest monument · Carregueu una nova foto d'aquest monument              |
| Església de Sant Andreu de l'Espà                       |              | Romànic, obra popular XII, XIX | Saldes L'Espà                                     | 42° 13′ 03″ N, 1° 41′ 36″ E / 42.217574°N,1.693202°E | IPA-3591      | Església de Sant Andreu de l'Espà (Saldes) · Vegeu més fotos d'aquest monument · Carregueu una nova foto d'aquest monument |
| Església de Sant Ponç de Molers                         |              | Romànic XI                     | Saldes Maçaners, veïnat de Molers                 | 42° 14′ 00″ N, 1° 45′ 41″ E / 42.233369°N,1.76125°E  | IPA-3590      | Església de Sant Ponç de Molers (Saldes) · Vegeu més fotos d'aquest monument · Carregueu una nova foto d'aquest monument   |